# Kortfilm
Kortfilm är ett filmverk med kortare spellängd än en långfilm.
Enligt Svenska Filminstitutets normer är en kortfilm upp till 60 minuter. The Academy of Motion Picture Arts and Sciences (amerikanska filmakademien) har en gräns på 40 minuter, filmdatabasen IMDb på 45 minuter och den svenska filmcommunityn Filmtipset har en gräns på 60 minuter. Längre filmer brukar kallas för långfilm.
När filmen kom var alla filmer korta, vanligen 12-20 minuter långa, först omkring 1912 började längre filmer kallade långfilmer att slå igenom. Kortfilmerna levde kvar som kortare fyllnadsfilmer men ägnades inget större intresse. Först omkring 1930 uppstod i Storbritannien ett intresse för kortfilmer, främst i form av dokumentärer. Kort därefter slog den igenom även i andra länder, bland annat i Tyskland och Sverige. De kom efterhand att bli en betydande del av världsproduktionen av film. Inte sällan kom kortfilmer att tjäna som språngbräda för unga regissörer till arbete inom film, i filmer utan alltför stora ekonomiska risker för producenterna. Många kortfilmer var instruktionsfilmer som skolfilm, undervisningsfilm, sportfilm med mera, reportagebetonad som journalfilm, propagandabetonad som industrifilm, reklamfilm, valfilm samt rent underhållande som tecknad kortfilm, musik- och danssketcher med mera jämte naturfilmer. Till kortfilmen kom även att räknas konstfilm, som dock först senare fick ett större genombrott. Den största delen av kortfilmerna utgjordes i början av 1950-talet av dokumentärfilmer. Även i Danmark fick kortfilmen efter 1941 ett större genombrott. I USA dröjde det dock innan kortfilmen fick något större genombrott.
I Sverige förekommer även begreppet novellfilm. En novellfilm är enligt Svenska Filminstitutet en film med en speltid på 28 minuter.
Kortfilmsdagen är ett koncept som lanserades i Frankrike 2011 i syfte att stärka intresset för kortfilmer och uppmärksamma olika kortfilmer på årets kortaste dag den 21 december. År 2016 var det fler än 20 länder på norra halvklotet som uppmärksammade kortfilmsdagen. I Sverige började den uppmärksammas 2014 på initiativ av Filminstitutet genom visningar av olika typer av kortfilmer runt om i landet under dygnet, på biografer, TV, webben, bibliotek, i shoppingcenter och konstgallerier, ofta avgiftsfritt.